# Rebecca Koerner
Rebecca Koerner, née le 22 septembre 2000 à Herlev, est une plongeuse et coureuse cycliste danoise.

## Biographie
Rebecca Koerner commence sa carrière sportive par le plongeon, dès l'âge de 8 ans. Elle est sélectionnée par l'équipe nationale danoise dès 2012. Elle remporte ainsi plusieurs titres de championne nationale dans les catégories jeunes. Elle se blesse en 2019 et renonce à sa carrière de plongeuse, après avoir découvert le cyclisme durant sa rééducation,.
Elle court alors avec des équipes de divisions nationales au Danemark. Elle se fait remarquer en remportant la DCU Ladies Cup fin 2020.
Après une bonne saison 2021, elle signe un premier contrat professionnel pour la saison 2022, au sein de la formation Uno-X Pro Cycling Team,.
Elle court peu durant sa 1re saison au sein de l'équipe norvégienne, mais réussi à gagner le titre de championne du Danemark après une échappée solitaire de plus 30 kilomètres.
En 2024, elle remporte le classement de la montagne lors de la RideLondon-Classique avant de conserver son titre de championne du Danemark. Elle est également sélectionnée par l'équipe du Danemark pour participer à la course en ligne des Jeux olympiques de Paris 2024, où elle termine à la 76e place. 

## Palmarès sur route

### Par années
- 2023
  -  Championne du Danemark sur route

- 2024
  -  Championne du Danemark sur route
  - 2e du championnat du Danemark du contre-la-montre
  - 9e du championnat d'Europe du contre-la-montre
- 2025
  -  Championne du Danemark du contre-la-montre

### Résultats sur les grands tours

#### Tour d'Italie
2 participations :
- 2024 : 94e
- 2025 : 108e

#### Tour de France
1 participation
- 2025 : non partante ([[4e étape du Tour de France Femmes 2025|4e étape]])

### Classements mondiaux
| Année                                 | 2020 | 2021 | 2022 | 2023 | 2024 |
| ------------------------------------- | ---- | ---- | ---- | ---- | ---- |
| Classement UCI                        | 539e | 401e | 609e | 284e | 200e |
| UCI World Tour                        | nc   | nc   | nc   | 310e | 269e |
|                                       |      |      |      |      |      |
| Légende : nc = non classéSource : UCI |      |      |      |      |      |